# Via pública

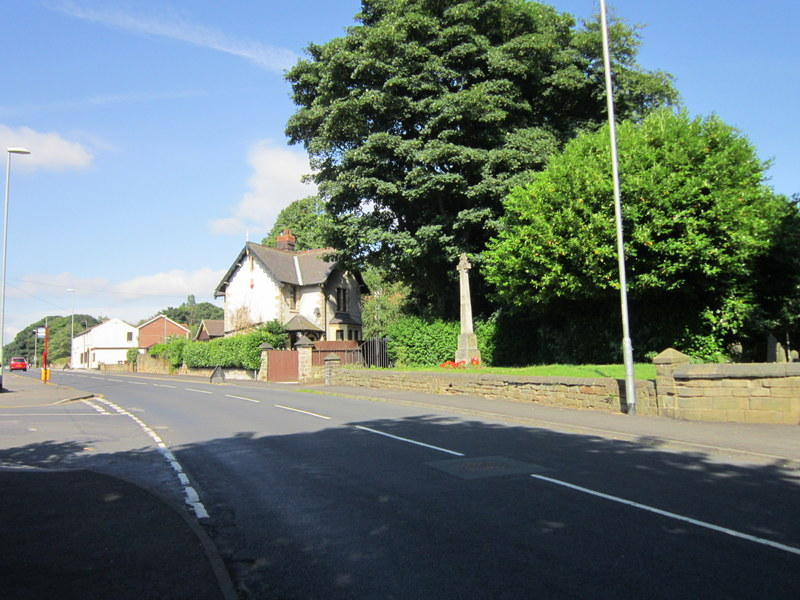
Uma estrada.

Via pública é uma via de comunicação terrestre (rua, avenida, caminho, estrada ou logradouro, etc.), urbana ou rural, para circulação pública (espaço público) de pessoas e veículos.

## Tipos
- Estrada
- Rodovia
- Rua, beco ou viela
- Avenida
- Autoestrada
- Via expressa ou via rápida
- Passeio ou calçada
- Passeio
- Calçadão, calçada pedonal
- Faixa de rodagem
- Berma
- Ciclovia
- Percurso pedestre
- Ferrovia ou via férrea
- Hidrovia

## Em Portugal
O Decreto-Lei nº 2/98 de 03-01-1998 do Código da Estrada regula a definição de via pública e classifica da seguinte forma: 
- Auto-estrada: via pública destinada a trânsito rápido;
- Caminho: destinada ao trânsito em zonas rurais;
- Faixa de rodagem: parte da via pública especialmente destinada ao trânsito de veículos;
- Berma: superfície ladeia a faixa de rodagem;
- Passeio: superfície em geral sobrelevada destinada ao trânsito de peões.

## No Brasil
Segundo o Art.60  do CTB (código brasileiro de trânsito) vias publicas e a superfície por onde transitam veículos, pessoas e animais, compreendendo a pista, a calçada, o acostamento, ilha e canteiro central que podem ser classificadas em: 
VIAS URBANAS: Transito rápido, Arterial, Coletora e Local 
VIAS RURAIS: Rodovias e Estradas